# Мкртич Емін
Мкртич (Микита Осипович) Емін (1815, Ісфахан — 13 грудня 1890, Москва) — вірменський історик, філолог, вірменознавець.

## Біографія
Народився у 1815 році в Ісфахані в Персії. Дитячі роки провів в Індії, зокрема, в місті Калькутта, де отримав початкову освіту в так званому «Людинолюбному училищі». Під враженням від розповідей родича вирішив відправитися до Росії, і весною 1829 року поїхав з Калькутти на кораблі, що прямував до Стокгольму. Дорогою побував в Азії, Африці і Європі.
Прибувши до Москви, вступив до Лазаревського інституту східних мов. Добре володіючи вірменською, перською і англійською мовами, почав вивчати російську мову, яку за 6 років опанував на високому рівні. Після переведення на філософський факультет Московського університету, у 1836 році почав перекладати на російську мову «Історію літератури середніх віків» Вільмена, цей переклад приніс йому першу відомість в літературних колах. Після завершення навчання почав викладати вірменську мову в Лазаревському інституті. З цього часу також вів численні дослідження з історії, археології і етнографії Вірменії, і загалом Сходу (писав вірменською, російською і французькою мовами).
У 1850 році обійняв посаду інспектора Лазаревського інституту, з якої пішов у 1861 році й залишився професором інституту. Надалі обійняв посаду директора спершу Володимирської, згодом 5-ї Московської гімназії. З початку 1880-х років лише викладав в Лазаревському інституті.
Був членом Паризького азіатського товариства, Товариства любителів духовної просвіти, Любителів російської словесності, Імператорського московського археологічного товариства, почесним членом Московського університету, Товариства любителів природознавства та ін.
Помер в Москві 13 грудня 1890 року.

## Наукові дослідження
Є автором низки досліджень, присвячених історії Вірменії і вірменській літературі:
- «Начерк релігії язичницьких вірмен» (1864),
- «Начерк історії вірменської східної церкви» (1864),
- «Мойсей Хоренський і стародавній епос вірменський» (1881).

## Переклади
Переклади російською мовою з вірменської:
- «История Армении Моисея Хоранского» (М., 1858)
- «Всеобщая История» Степаноса Таронского (М., 1864)
- «Всеобщая история» Вардана Великого (М., 1864)
- «Синодальное слово Нарсеса Ламбронского» («Православное Обозрение», 1865, № 6, стр. 131—197)